# Rainissalts
Rainissalts är en bergstopp i Schweiz.   Den ligger i distriktet Wahlkreis Sarganserland och kantonen Sankt Gallen, i den östra delen av landet, 130 km öster om huvudstaden Bern. Toppen på Rainissalts är 2 258 meter över havet, eller 56 meter över den omgivande terrängen. Bredden vid basen är 0,48 km.
Terrängen runt Rainissalts är huvudsakligen mycket bergig. Närmaste större samhälle är Walenstadt, 9,7 km nordost om Rainissalts. 
I omgivningarna runt Rainissalts växer i huvudsak blandskog. Runt Rainissalts är det ganska tätbefolkat, med 60 invånare per kvadratkilometer.